# 惠陶集團
惠陶集團（英語：Winto Group，港交所：8238）是香港創業板上市公司，主要業務為於香港銷售及免費派發多份中文生活時尚雜誌及其廣告位置，包括《名車站》、《搵車快報》、《寵物買家》及《流行季節》等，當中廣告位置是為其主要收益來源。該公司在2015年2月16日上市。於2016年1月,該公司市值大約為1.8億元。